# Jards Macalé
 (novembre 2023).
La mise en forme du texte ne suit pas les recommandations de Wikipédia : il faut le « wikifier ».
Les points d'amélioration suivants sont les cas les plus fréquents. Le détail des points à revoir est peut-être précisé sur la page de discussion.
- Les titres sont pré-formatés par le logiciel. Ils ne sont ni en capitales, ni en gras.
- Le texte ne doit pas être écrit en capitales (les noms de famille non plus), ni en gras, ni en italique, ni en « petit »…
- Le gras n'est utilisé que pour surligner le titre de l'article dans l'introduction, une seule fois.
- L'italique est rarement utilisé : mots en langue étrangère, titres d'œuvres, noms de bateaux, etc.
- Les citations ne sont pas en italique mais en corps de texte normal. Elles sont entourées par des guillemets français : « et ».
- Les listes à puces sont à éviter, des paragraphes rédigés étant largement préférés. Les tableaux sont à réserver à la présentation de données structurées (résultats, etc.).
- Les appels de note de bas de page (petits chiffres en exposant, introduits par l'outil «  Source ») sont à placer entre la fin de phrase et le point final[comme ça].
- Les liens internes (vers d'autres articles de Wikipédia) sont à choisir avec parcimonie. Créez des liens vers des articles approfondissant le sujet. Les termes génériques sans rapport avec le sujet sont à éviter, ainsi que les répétitions de liens vers un même terme.
- Les liens externes sont à placer uniquement dans une section « Liens externes », à la fin de l'article. Ces liens sont à choisir avec parcimonie suivant les règles définies. Si un lien sert de source à l'article, son insertion dans le texte est à faire par les notes de bas de page.
- La présentation des références doit suivre les conventions bibliographiques. Il est recommandé d'utiliser les modèles {{Ouvrage}}, {{Chapitre}}, {{Article}}, {{Lien web}} et/ou {{Bibliographie}}. Le mode d'édition visuel peut mettre en forme automatiquement les références.
- Insérer une infobox (cadre d'informations à droite) n'est pas obligatoire pour parachever la mise en page.

Pour une aide détaillée, merci de consulter Aide:Wikification.
Si vous pensez que ces points ont été résolus, vous pouvez retirer ce bandeau et améliorer la mise en forme d'un autre article.
Jards Anet da Silva, dit Macalé, né le 3 mars 1943 à Rio de Janeiro (Brésil), est un compositeur, chanteur et acteur brésilien.
Il est connu pour son rôle influent dans le mouvement tropicalisme brésilien dans les années 1960.

## Biographie
Jards Macalé est né à Rio de Janeiro, dans le quartier de Tijuca, près de Morro da Formiga, entouré de musique : sur les collines, les tambours ; dans le quartier, Vicente Celestino et Gilda de Abreu. À la maison, des valses et des chansons folkloriques étaient jouées au piano par sa mère, Dona Ligia, et à l'accordéon par son père. La chorale familiale comptait son frère cadet, Roberto, et Jards.
Enfant, il déménage dans le quartier d'Ipanema, où il a gagné le surnom de "Macalé" - qui était le pire joueur de football de l'équipe de Botafogo à cette époque. Adolescent, il forme son premier groupe musical, le duo "Dois no Balanço" , qui plus tard change son nom en "Conjunto Fantasia de Garoto", qui jouait du jazz, de la séranade et de la samba-canção.
Il étudie le piano et l'orchestration avec Guerra Peixe, le violoncelle avec Peter Dauelsberg, la guitare avec Turibio Santos et Jodacil Damasceno et l'analyse musicale avec Esther Scliar.
Sa carrière professionnelle débute en 1965 en tant que guitariste du "Grupo Opinião". Il a été directeur musical des premières représentations de Maria Bethania. Il a fait enregistrer des compositions d'Elizete Cardoso et Nara Leão, entre autres. Avec Gal Costa, Paulinho da Viola et son partenaire de composition José Carlos Capinam, il crée l'agence "Tropicarte", pour gérer leurs spectacles.
En 1969, il participe au 4ème Festival international de la chanson présentant la chanson Gotham City et sort son premier album, Dead Only. Il a travaillé avec Gal Costa dans le disque Gal Costa sur les productions de "The Empty Boat" et "Cultura E Civilizacao" et dans l'émission Meu nome e Gal. En 1971, il se rend à Londres, invité par Caetano Veloso, avec qui il joue et enregistre. En 1972, de retour au Brésil, ils sortent leur premier Album, Jards Macalé. En 1974, il sort l'album Aprender A Nadar.
Il a participé en tant qu'acteur et compositeur à la bande originale des films d'Ogun Amulet et Tent of Miracles, Nelson Pereira dos Santos. Il a également composé pour les bandes originales de Macunaíma Joaquim Pedro de Andrade, Antonio das Mortes, Glauber Rocha, La Reine Diaba, Antonio Carlos Fontoura, si sûr, filou ! , "Hugo Carvana, Getúlio Vargas, documentaire d'Ana Carolina, et If safe rascal, Hugo Carvana. Il compose également des bandes sonores pour le théâtre.
En 1976, il devient partenaire de Silva Moreira sur les quelques sambas.
Macalé est l'auteur de chansons comme Farinha Do Desprezo, Vapor Barato, Anjo Exterminato, Mal Secreto, Movimento Dos Barcos, Rua Real Grandeza, Hotel Das Estrelas, Poema da Rosa. Avec des collaborateurs comme Capinam, Waly Salomão, Torquato Neto, Nana Vasconcelos, Xico Chaves, Jorge Mautner, Glauber Rocha et même Abel Silva, Vinicius de Morais, Fausto Nile. Parmi les interprètes de ses chansons figurent Gal Costa ("Hotel Das Estrelas" et "Vapor Barato"), Maria Bethania ("Anjo Exterminato" et "Movimento Dos Barcos"), Vénus Shirt ("Gotham City") et O Rappa ("Vapor Barato"), entre autres.
Bien qu'il ait également collaboré avec Gilberto Gil et Caetano Veloso, il a depuis renoncé à ces partenariats, affirmant que le tropicalisme en tant que mouvement avait été gâché par l'industrie culturelle, perdant ainsi son indépendance artistique.
En 1985, il participe à la comédie musicale Sands Body Heat.
En 2012, elle a participé en collaboration avec le groupe Dorgas à la série Meet The Legends, la société de lunettes noires Ray-Ban, où elle a chanté la chanson "Golden Pheasant (Trend and Color)" de la paternité originale du groupe.
En 2013, il a participé à l'événement Exile Songs, qui se disait anarchiste, et Tenda dos Milagres.
En 2019, son album Besta Fera a été nommé pour le Latin Grammy Award du meilleur album MPB  et considéré comme l'un des 25 meilleurs albums brésiliens du premier semestre 2019 par l'Association des critiques d'art de São Paulo.

## Discographie

### Albums
- 1972 : Jards Macalé
- 1974 : Aprender A Nadar
- 1976 : Constrastes
- 1987 : 4 batutas & 1 coringa
- 1999 : O Que Faço E Musica
- 2003 : Amor, ordem & progresso
- 2005 : Real Grandeza
- 2008 : Macao
- 2011 : Jards
- 2019 : Besta Fera
- 2021 : Síntese do lance
- 2023 : Coraçao Bifurcado

### EP
- 1970 : Só morto (Burning Night)